# 浅間神社 (所沢市)
浅間神社（せんげんじんじゃ）は、埼玉県所沢市の神社。

## 歴史
創建年代は不明である。ただ江戸時代後期の地誌『新編武蔵風土記稿』に記載されていることから、その頃には既に存在していたものと推測される。近くの本覚院が別当寺であった。
1872年（明治5年）、近代社格制度に基づく「村社」に列せられた。1881年（明治14年）に現在地に移転し、周辺の4社が合祀された。旧所在地は、現在ゴルフ場となっている。
当社には「荒幡富士」と呼ばれる富士塚がある。1884年（明治17年）から15年間をかけて築造した塚である。

## 交通アクセス
- 下山口駅より徒歩16分。